# Ypsolopha mucronella
Ypsolopha mucronella là một loài bướm đêm thuộc họ Ypsolophidae. Loài này có ở châu Âu, tới Xibia to Japan và in Tiểu Á.
Sải cánh dài 26–33 mm. Con trưởng thành bay từ tháng 8 đến tháng 4.
Ấu trùng ăn các loài Euonymus, bao gồm Euonymus europaeus.